# Горизонт-205
«Горизо́нт-205» — среднеформатный панорамный фотоаппарат производства Красногорского механического завода, выпускается с 2000 года.
Аппарат предназначен для профессиональной съёмки — создания высококачественных панорамных фотографий.
Конструкция объектива позволяет перемещать его на ± 7 мм по вертикали для коррекции перспективы (для предотвращения искажений, возникающих при фотографировании, к примеру, протяжённых архитектурных объектов).
Первоначально (в проекте) фотоаппарат назывался «Горизонт-205pc» («pc» — perspective correction).

## Технические характеристики
- Корпус пластмассовый, с откидывающейся задней стенкой.
- Курковый взвод затвора на передней панели камеры, перемотка плёнки раздельная цилиндрической головкой, с блокировкой.
- Счётчик кадров автоматический самосбрасывающийся.
- Применяемый фотоматериал — фотоплёнка типа 120 («рольфильм»).
- Размер кадра 50×110 мм. Число кадров на «рольфильме» — 6.
- Объектив — четырёхлинзовый анастигмат «MC» 3,5/50 («Индустар»). Объектив установлен внутри барабана, поворачивающегося при съёмке на угол 120°. Вертикальный угол охвата объектива 70°.
- Фотоаппарат комплектуется светофильтрами УФ-1×, Н-2×, ЖЗ-2× и К-8× в специальной оправе.
- Диафрагмирование объектива от f/3,5 до f/22.
- Фокусировка объектива по шкале расстояний.
- Фотоаппарат «Горизонт-205» оснащён модифицированным фотографическим затвором с переключателем диапазонов выдержек.
- Выдержки затвора:
  - первый диапазон: 1, 1/30, 1/4 сек.
  - второй диапазон: 1/2, 1/60, 1/8 сек.
    - Выдержку необходимо устанавливать при спущенном затворе.
- Видоискатель оптический с увеличением 0,4×, угловое поле зрения — 120×70°. Видоискатель несъёмный.
- На корпусе видоискателя установлен уровень для строго горизонтальной установки камеры. В поле зрения видоискателя виден второй уровень. Точность уровня 5°.
- Резьба штативного гнезда 3/8 дюйма.